# Алькала-де-Енареський собор
Алька́ла-де-Ена́реський собор (ісп. Catedral de Alcalá de Henares), або Катедральний собо́р Святи́х діте́й (ісп. Cathedral de los Santos Niños) — католицький катедральний собор в Іспанії, у місті Алькала-де-Енарес. Головний храм Алькала-де-Енареської діоцезії. Збудований на честь святих дітей-християн Хусто і Пастора, замучених в цих місцях в 306 році за наказом імператора Діоклетіана. Належить до основних пам'яток Алькали. Закладений в 1436 році і зведений в готичному стилі. Сильно постраждав під час громадянської війни в Іспанії в 30-х роках XX століття.

## Історія
Після страти святих дітей-християн Хусто і Пастора в 306 році над їх гробницею поставили каплицю. В 1122, 1477 і 1519 році її перебудовували, востаннє (за прямою вказівкою кардинала Сиснероса) — брати-архітектори Антон і Мартін Егаси. Вони збудували каплицю у готичному стилі — у такому вигляді вона збереглася до сьогодні. 
Башту, на якій традиційно в'ють гнізда місцеві лелеки, значно пізніше — у 1582 році — закінчив майстер Nicolas de Vergara за кресленнями Rodrigo Gil de Hontanon, який починав її будівництво. 
Саму церкву заклали в 1436 році, а вже в 1519 вона отримала звання досконалої — такої честі у християнському світі була удостоєна ще лише церква Святого Педро в Бельгії. 
У церкві Святих дітей хрестили Катерину Арагонську, майбутню королеву Англії, Фернандо Богемського, майбутнього імператора Німеччини, і Мануеля Асанью, майбутнього Президента Другої іспанської республіки. У 1991 році церква стала кафедральним собором.
Собор дуже постраждав під час Громадянської війни в Іспанії в 30-х роках XX століття і станом на початок 2007 року його реставрація ще тривала. До наших днів сберігся склеп, де під плитами XVII століття зберігаються мощі Хусто і Пастора в срібній скриньці роботи Damian Zurero, а також нетлінні мощі Святого Дієго де Алькали і крипта, де похований архієпископ Гарсія де Лойяса (ісп. Garcia de Loaysa) — єдиний, удостоєний такої честі. Також в соборі відкритий музей, де зберігаються чаша для причастя кардинала Сиснероса, залишки сходів архієпископського палацу роботи Коварубіаса (ісп. Covarrubias), майже повністю знищених під час пожежі, а також різні предмети мистецтва, що належали собору.

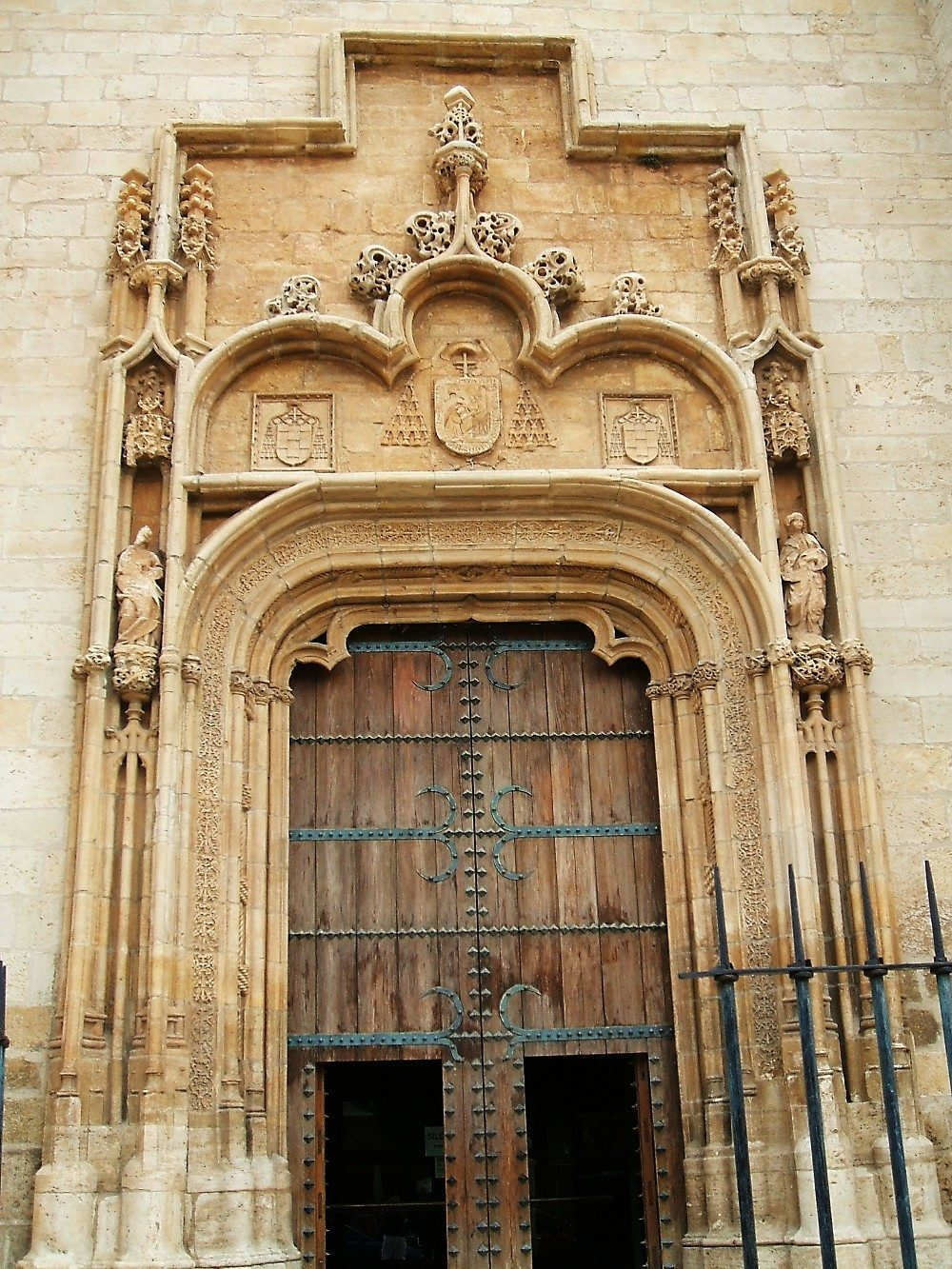
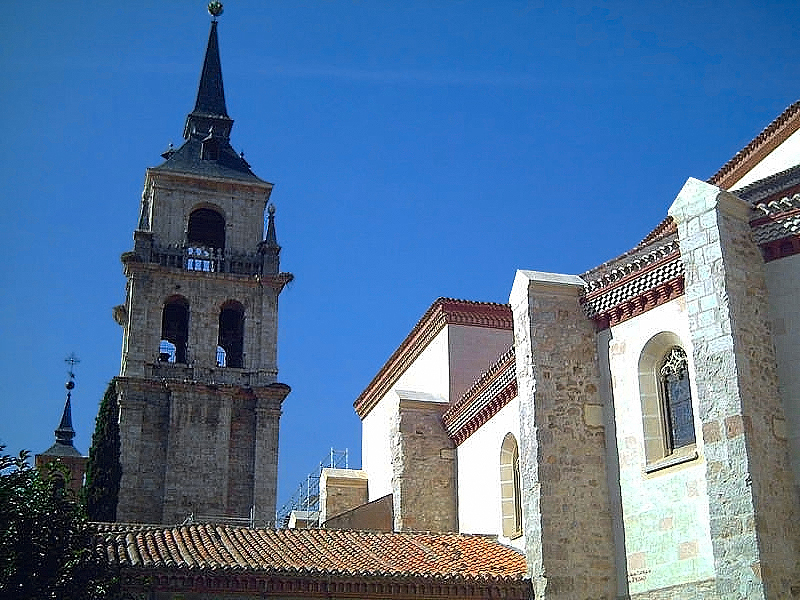
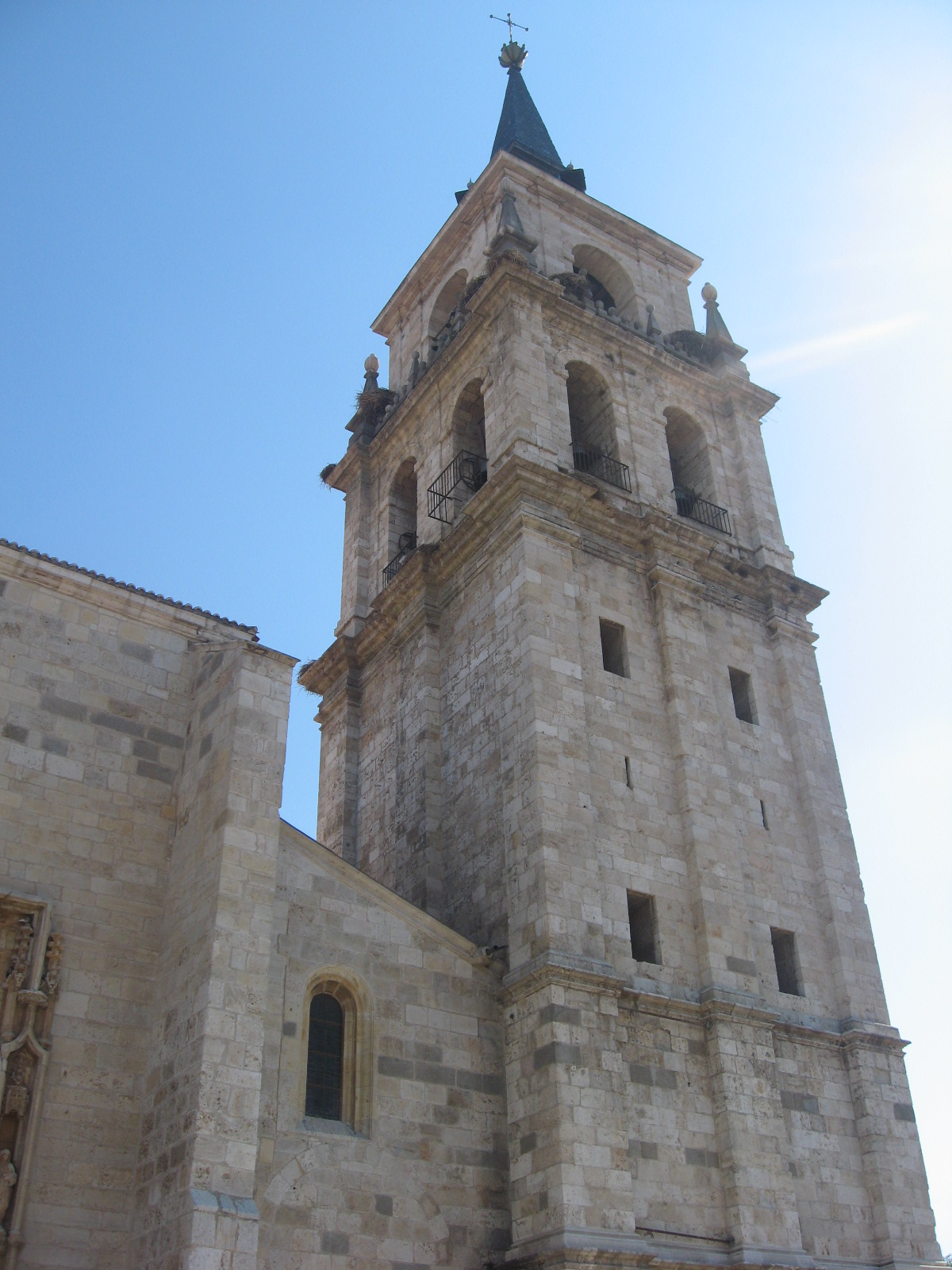
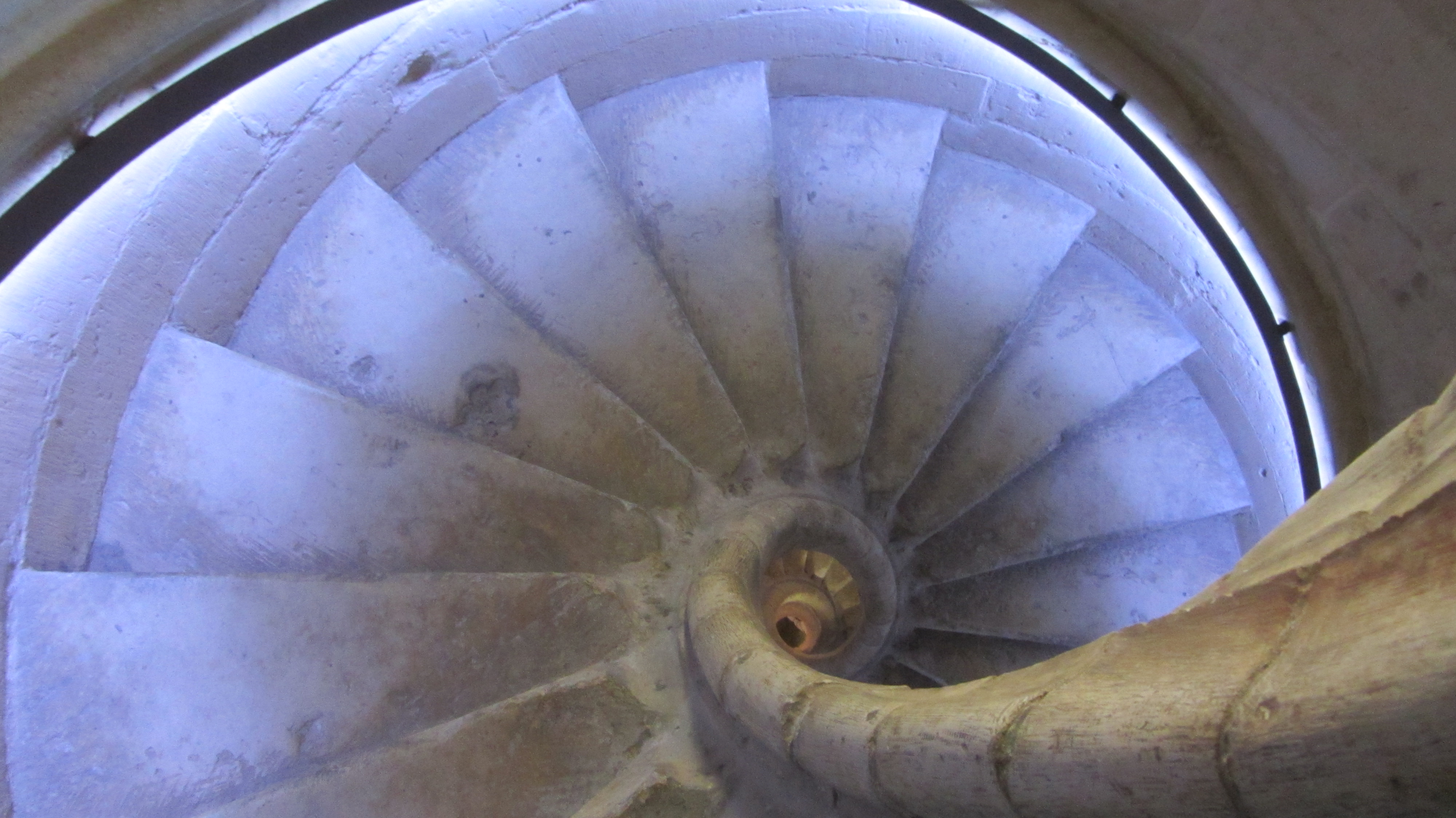
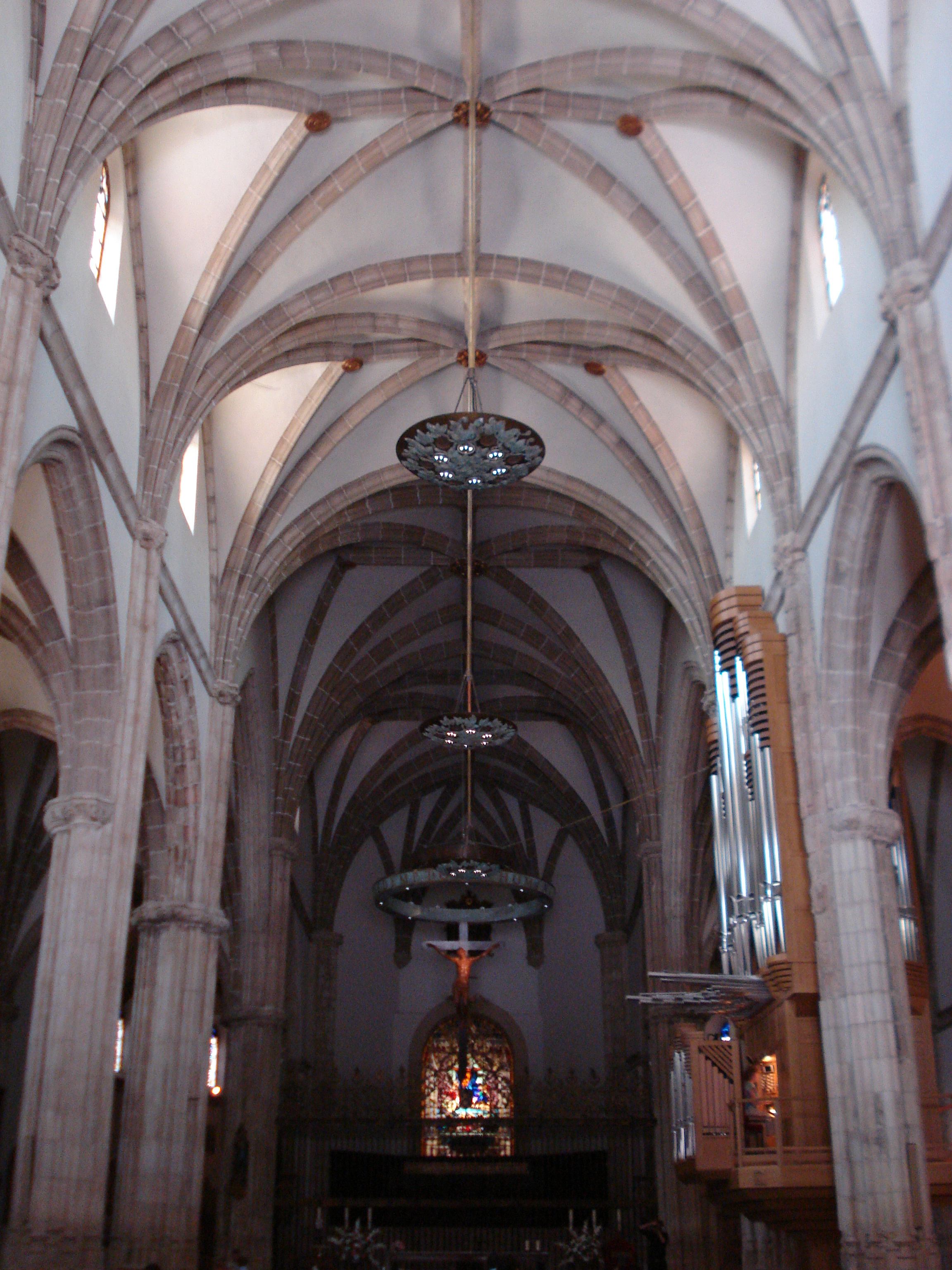
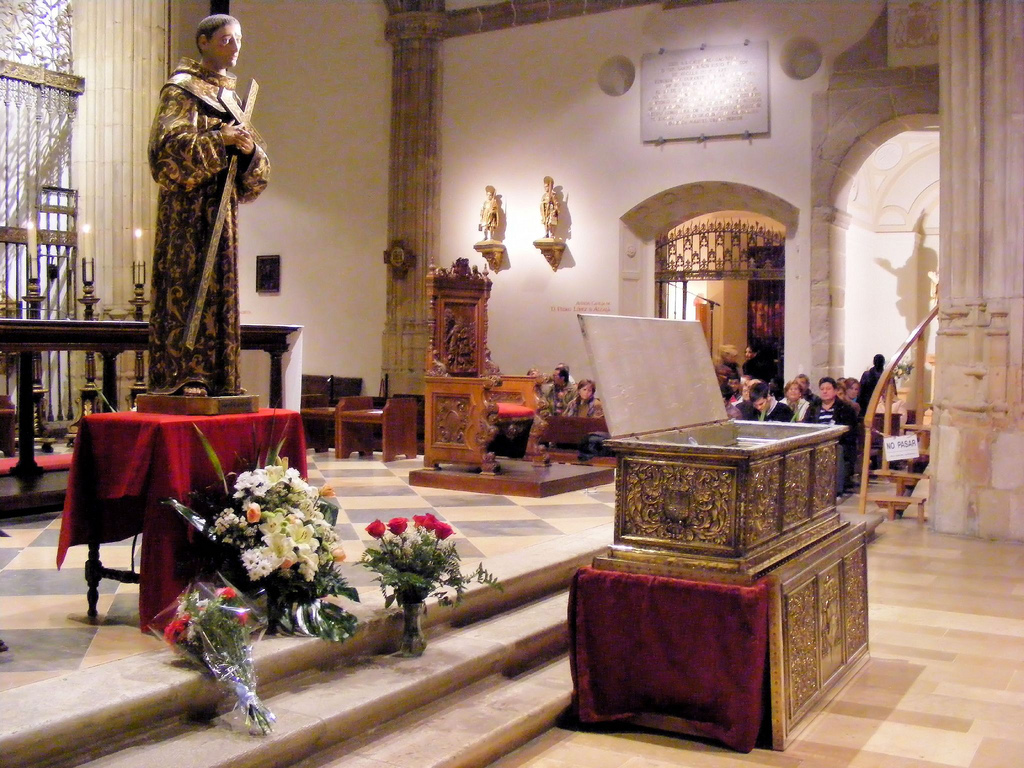
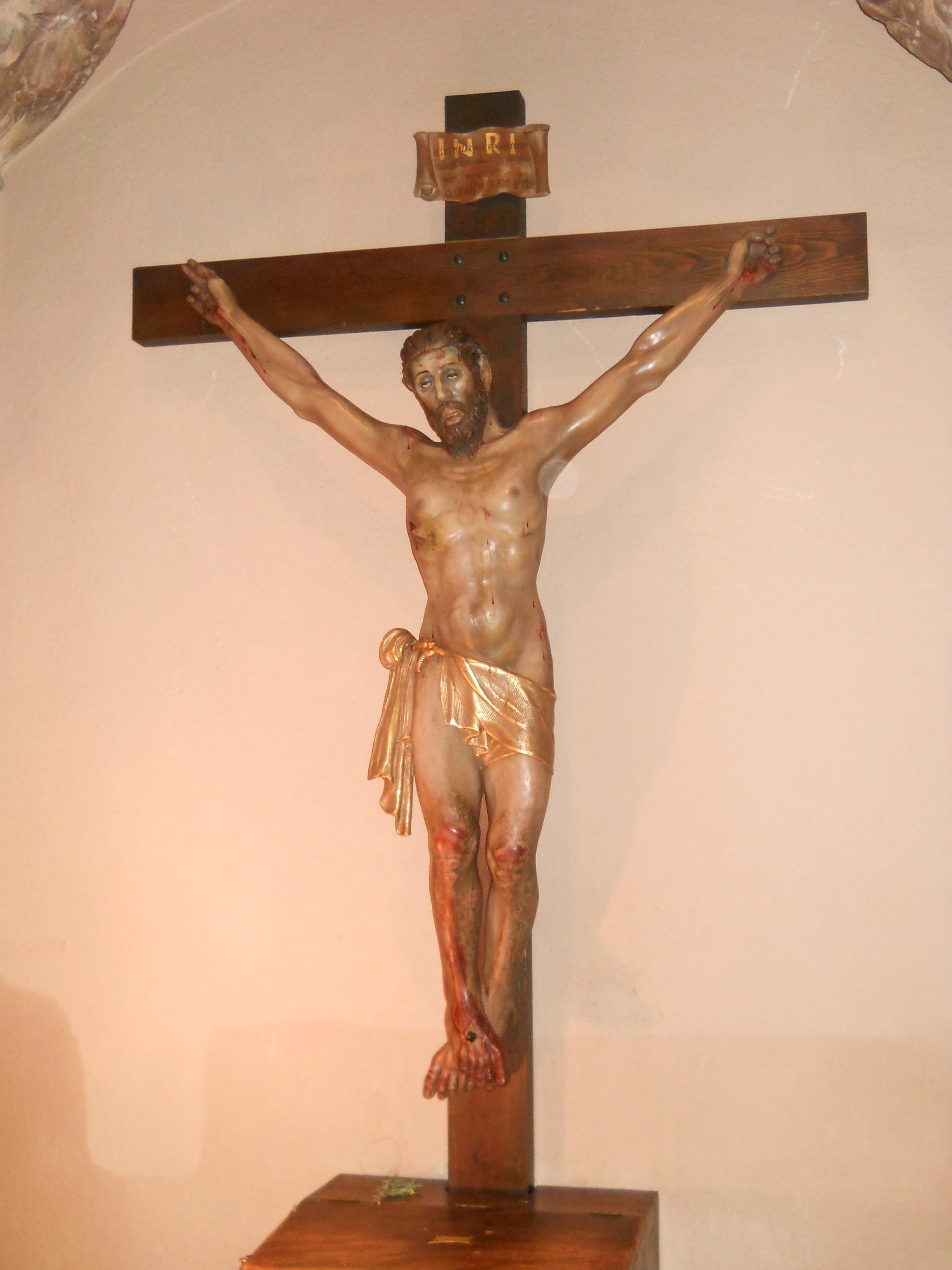
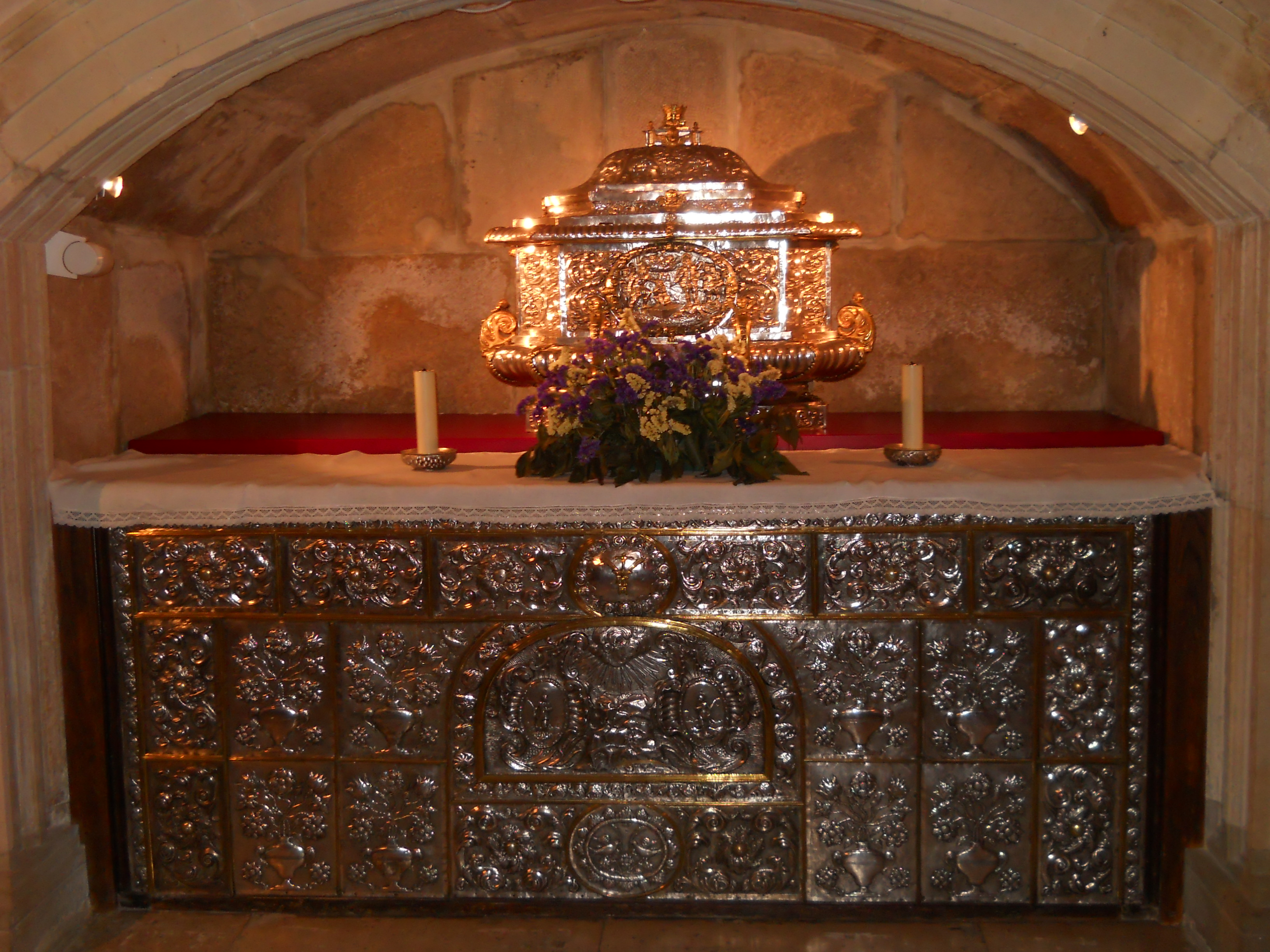
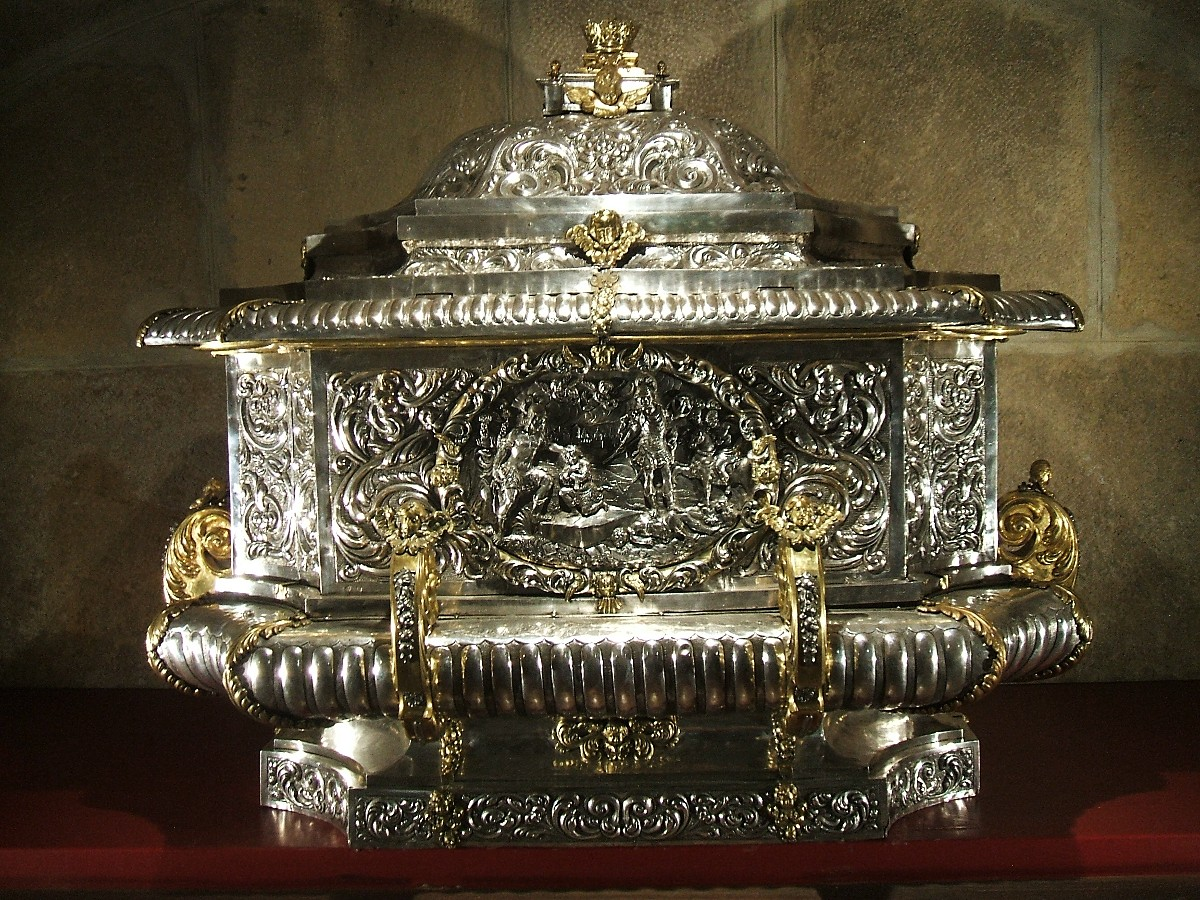